# لكنو
لَكْنَوُ (بالهندستانية: لکھنؤ/लखनऊ) عاصمة ولاية أتر برديش الهندية والنسبة إليها لَكْنَوِيّ. يبلغ عدد سكانها نحو ثلاثة ملايين نسمة ومن أعلامها الإمام عبد الحي اللكنوي. تقع في منطقة تاريخية كانت تعرف في السابق باسم أود، وهي اليوم مدينة متعددة الثقافات. تلقب بمدينة النواب نسبة للنواب المسلمين الذين حكموا الهند في الماضي. تعد مركزا للأدب الهندي والأردي أيضا. وهي ثاني أكبر مدينة في الولاية بعد كانبور. يوجد فيها مطار دولي اسمه مطار جودري تشاران سينج، ويوجد بها أيضا محطة قطارات تربطها بمدن الهند، ويسكن فيها الكثير من المسلمين يتكلمون اللغة الأردية الفصيحة. 

## معالم المدينة
- الحسينية الآصفية
- الحسينية الصغيرة

## توأمة
للكهنؤ اتفاقيات توأمة مع كل من:
- مونتريال
- بريزبان

## أعلام
- سيد مودي
- بيجوم أختر
- عبدالحليم شرر لكھنوى
- محمد عباس التستري
- حكيم عبد العزيز
- كانيكا كابور
- راجكومار امريت كاور
- محمد هداية الله
- إن شاء الله خان
- كليف ريتشارد

## وصلات خارجية
- الموقع الرسمي